# Cholsey
Cholsey är en ort och civil parish i Storbritannien.   Den ligger i grevskapet Oxfordshire och riksdelen England, i den södra delen av landet, 70 km väster om huvudstaden London. Cholsey ligger 48 meter över havet och antalet invånare är 3 102.
Terrängen runt Cholsey är huvudsakligen platt. Cholsey ligger nere i en dal. Runt Cholsey är det ganska tätbefolkat, med 192 invånare per kvadratkilometer. Närmaste större samhälle är Reading, 18,0 km sydost om Cholsey. Trakten runt Cholsey består till största delen av jordbruksmark.